# 政府大廈 (都柏林)

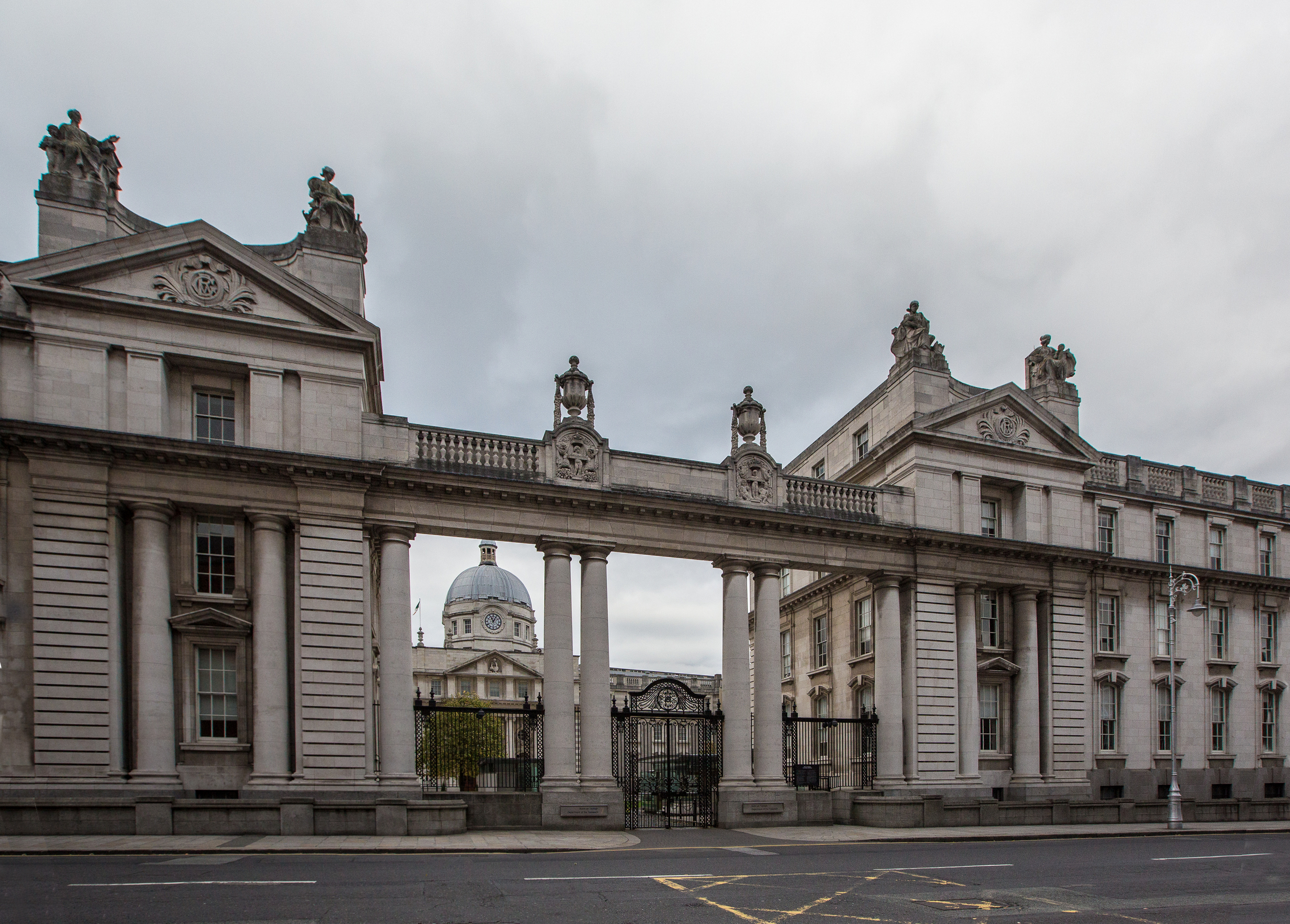
政府大廈

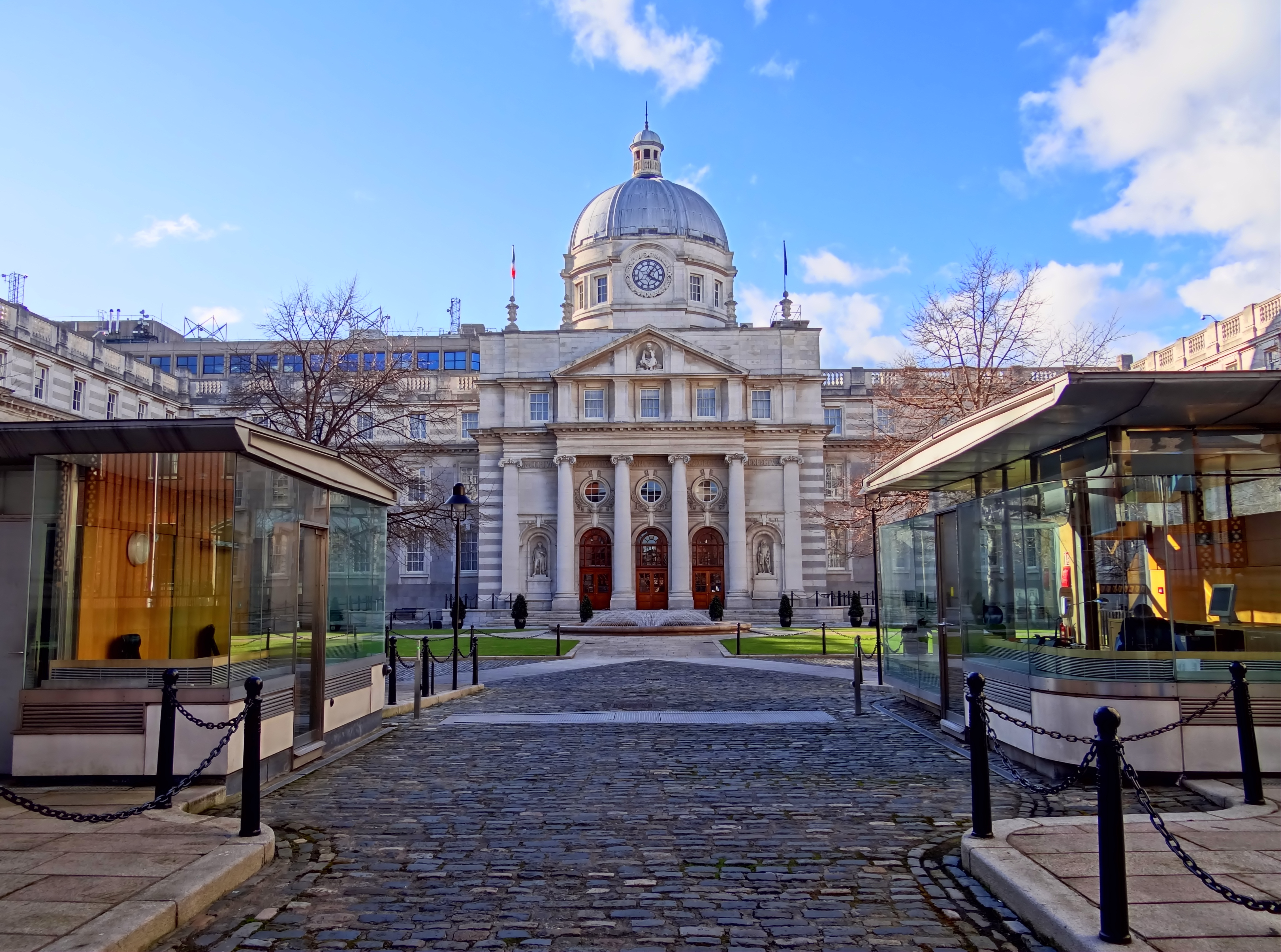
愛爾蘭總理府

政府大廈（英語：Government Buildings）是位於愛爾蘭共和國首都都柏林的一座大型愛德華時代的建築。愛爾蘭多個重要的政府機構都在這座大廈內辦公。政府大廈於1904年開工建設，在1911年竣工。竣工當時曾是一座學校大樓。1980年代時，政府大廈進行了一次大規模內裝改造。